# Sainte-Marie, Gers
Sainte-Marie este o comună în departamentul Gers din sudul Franței. În 2009 avea o populație de 369 de locuitori.

## Evoluția populației
| An        | 1975 | 1982 | 1990 | 1999 | 2006 | 2009 |
| --------- | ---- | ---- | ---- | ---- | ---- | ---- |
| Populație | 246  | 232  | 208  | 249  | 313  | 369  |